# Juliusz Mazur
Juliusz Mazur (ur. 8 kwietnia 1950 w Lubawie) – wrocławski muzyk jazzowy, kompozytor i pianista.

## Życiorys
Juliusz Andrzej Mazur spędził wczesną młodość w Giżycku nad Jeziorem Niegocin. W 1964 roku rozpoczął naukę w technikum Lotniczych Zakładów Naukowych na Psim Polu we Wrocławiu, gdzie zainteresował się muzyką jazzową. W 1969 rozpoczął studia na Wydziale Inżynierii Sanitarnej Politechniki Wrocławskiej, gdzie nawiązał współpracę z Kabaretem Autorów Elita jako kompozytor i akompaniator. W latach 1971–1973 uczęszczał do Średniej Szkoły Muzycznej we Wrocławiu. W latach 1973–1976 był związany z zespołem Ryszarda Miśka jako pianista i później, po ukończeniu magisterskich studiów inżynierskich, jako kierownik muzyczny w Teatrze Instrumentalnym Politechniki Wrocławskiej przygotowując dwa spektakle muzyczne: Duch nie zstąpi bez pieśni (Teatr Współczesny) i Sonata widm (ACK „Pałacyk”, Wrocław).
W lipcu 1976 razem ze Zbigniewem Czwojdą, Władysławem Kwaśnickim, Stanisławem Zybowskim, Andrzejem Pluszczem i Adamem Bielawskim, był współzałożycielem zespołu muzycznego Crash, który zajął I miejsce w  międzynarodowym konkursie jazzowym w San Sebastian w Hiszpanii. W 1977 Juliusz Mazur został laureatem nagrody indywidualnej jako pianista na studenckim festiwalu jazzowym Jazz nad Odrą. Po rozwiązaniu zespołu Crash Mazur wyjechał do Niemiec gdzie podjął pracę jako inżynier ochrony środowiska w biurze projektowym koncernu Thyssen. Od lat 90. XX wieku kontynuował amatorsko muzykę jazzową, szczególnie we wrocławskim środowisku muzycznym. W grudniu 2017 Juliusz Mazur (keyb, leader) reaktywował zespół muzyczny Crash w składzie: Zbigniew Lewandowski (dr), Władysław Kwaśnicki (sax), Tomasz Grabowy (bass), Romuald Frey (guit), José Torres (perc) i Natalia Lubrano (voc).

## Wybrane Kompozycje
- Good Message (komp. Juliusz Mazur)[10]
- Pejzaże (muz. J. Mazur, sł. N. Zataj, Z.A. Malinowski)
- Akalei (komp. J. Mazur)[11]
- Senna opowieść Jana B. (muz. J. Mazur, sł. J. Cygan)[12]
- Needle of Love (muz. S. Zybowski, J. Mazur, sł. P. Brodowski)
- Check Please (komp. J. Mazur)[13]
- Mazurek, Hanna Banaszak (muz. Juliusz Mazur)[14]
- Yellow Party (muz. Juliusz Mazur, słowa Jacek Cygan)
- Koliflower (muz. Juliusz Mazur)
- Something Beautiful But Not Expensive (muz. Juliusz Mazur)
- Chicharera (muz. Juliusz Mazur)
- Rysopis na wszelki wypadek (muz. Juliusz Mazur, słowa Jacek Cygan)
- Zwariować (muz. Juliusz Mazur, sł. Jan Kaczmarek)[15]